# 313 TCN
313 TCN là một năm trong lịch La Mã.